# Lestinogomphus africanus
Lestinogomphus africanus är en trollsländeart som först beskrevs av Fraser 1926.  Lestinogomphus africanus ingår i släktet Lestinogomphus och familjen flodtrollsländor. IUCN kategoriserar arten globalt som otillräckligt studerad. Inga underarter finns listade i Catalogue of Life.